# Педрі
Педро Гонсалес Лопес (ісп. Pedro González López), відомий як Педрі (ісп. Pedri, нар. 25 листопада 2002, Тегесте, Іспанія) — іспанський футболіст, атакувальний півзахисник «Барселони» і збірної Іспанії. У 2021 році Педрі визнано найкращим молодим гравцем. Він отримав приз Раймона Копа.

## Клубна кар'єра

### «Лас-Пальмас»
Народжений в Тегесте, містечку що на Канарських островах, Педрі в 2018 році приєднався до молодіжної команди «Лас-Пальмаса» з «Хувентуд Лагуна». 15 липня 2019 року, коли йому було всього 16 років, Педрі підписав чотирирічний професійний контракт зі своїм клубом і став частиною першої команди, яку очолював Пепе Мель.

### «Барселона»
2 вересня 2019 року Педрі узгодив деталі дворічного контракту з каталонською «Барселоною», який набував чинності влітку 2020 року. На початку сезону 2020/21 у віці 17 років дебютував за каталонців в іграх Ла-Ліги. 20 жовтня 2020 року Педрі забив свій перший гол за «Барселону» в своєму дебютному матчі в Лізі чемпіонів в першому матчі групового етапу проти угорського «Ференцвароша» (5:1).
17 квітня 2021 року Педрі виграв свій перший трофей, допомігши обіграти «Атлетік Більбао» (4:0) у фіналі Кубка Іспанії.
14 жовтня 2021 року Барселона оголосила про продовження контракту з півзахисником до літа 2026 року.
22 листопада 2021 року Педрі став володарем престижної премії Golden Boy.

## Виступи за збірні
З 2019 року Педрі почав викликатися до збірних Іспанії молодших вікових категорій. Того ж року зі збірною до 17 років був учасником юнацького чемпіонату світу в Бразилії, де зіграв у всіх 5 іграх, а його збірна дійшла до чвертьфіналу. У вересні 2020 року 17-річний футболіст дебютував у складі молодіжної збірної Іспанії.
25 березня 2021 року в матчі проти збірної Греції Педрі дебютував за головну національну збірну Іспанії, вийшовши на заміну замість Дані Ольмо.
24 травня Педрі був включений до заявки на чемпіонат Європи 2020. 14 червня він став наймолодшим гравцем, який коли-небудь представляв Іспанію у фінальних частинах чемпіонатів Європи, коли у віці 18 років, 6 місяців і 18 днів вийшов на поле у грі проти Швеції (0:0), побивши попередній рекорд, встановлений Мігелем Тендільйо ще на Євро-1980. На турнірі Педрі був основним гравцем, зігравши у всіх 6 іграх і дійшов зі своєю збірною до півфіналу. За підсумками турніру його визнали найкращим молодим гравцем Євро, а також він став єдиним іспанцем, що потрапив до символічної збірної чемпіонату.
Наступного місяця у складі Олімпійської збірної Педрі був учасником футбольного турніру Олімпійських ігор-2020, де іспанці здобули срібні нагороди, зігравши у всіх шести іграх своєї команди на турнірі.

## Статистика виступів

### Статистика клубних виступів
Станом на 2 жовтня 2020
| Команда           | Сезон                 | Чемпіонат             | Чемпіонат | Чемпіонат | Національний кубок | Національний кубок | Національний кубок | Континентальні кубки | Континентальні кубки | Континентальні кубки | Інші змагання | Інші змагання | Інші змагання | Усього | Усього | Усього |
| Команда           | Сезон                 | Ліга                  | Ігор      | Голів     | Ліга               | Ігор               | Голів              | Ліга                 | Ігор                 | Голів                | Ліга          | Ігор          | Голів         | Ігор   | Голів  |        |
| ----------------- | --------------------- | --------------------- | --------- | --------- | ------------------ | ------------------ | ------------------ | -------------------- | -------------------- | -------------------- | ------------- | ------------- | ------------- | ------ | ------ | ------ |
| «Лас-Пальмас»     | 2019–20               | СД                    | 36        | 4         | КІ                 | 1                  | 0                  |                      | -                    | -                    |               | -             | -             | 37     | 4      |        |
| «Барселона»       | 2020–21               | ПД                    | 37        | 3         | КІ                 | 6                  | 0                  | ЛЧ                   | 7                    | 1                    |               | 2             | 0             | 52     | 4      |        |
| «Барселона»       | 2020–21               | ПД                    | 12        | 3         | КІ                 | 1                  | 1                  | ЛЧ+ЛЄ                | 8                    | 1                    |               | 1             | 0             | 22     | 5      |        |
| «Барселона»       | Усього за «Барселону» | Усього за «Барселону» | 49        | 6         |                    | 7                  | 1                  |                      | 15                   | 2                    |               | 3             | 0             | 74     | 9      |        |
| Усього за кар'єру | Усього за кар'єру     | Усього за кар'єру     | 85        | 10        |                    | 8                  | 1                  |                      | 15                   | 2                    |               | 3             | 0             | 111    | 13     |        |

### Статистика виступів за збірну
| Дата     | Місто  | Господарі          | Результат | Гості   | Турнір                             | Голи | Примітки |
| -------- | ------ | ------------------ | --------- | ------- | ---------------------------------- | ---- | -------- |
| 3-9-2020 | Скоп'є | Північна Македонія | 0 – 1     | Іспанія | Кваліфікація молодіжного Євро-2021 | -    | 70'      |
| Усього   |        | Матчів             | 1         |         | Голів                              | 0    |          |

## Титули і досягнення

### Командні досягнення
Збірна Іспанії
- Срібний олімпійський призер (1): 2020
- Чемпіон Європи: 2024[15]

«Барселона»
- Чемпіон Іспанії (2): 2022/23, 2024/25
- Володар Кубка Іспанії (2): 2020/21, 2024/25
- Володар Суперкубка Іспанії (2): 2022, 2024